# Vehabizam u Bosni i Hercegovini
Vehabizam (također i selefizam) je jedan od islamskih pokreta u BiH, uz dominantni hanefijski sunizam i malobrojnije pokrete, odnosno pravce, sufizam i šijizam.

## Povijest

### Rat u BiH
Vidi još: Rat u Bosni i Hercegovini i Bošnjačko-hrvatski sukob

U neovisnoj BiH postojala su dva povijesna vala radikalne islamizacije. Prvi val dogodio se tijekom rata u BiH. U vrijeme rata oformljena je vehabijska vojna postrojba Armije RBiH El Mudžahid. U El Mudžahidu bilo je stranih i domaćih pripadnika vehabijskog, odnosno selefijskog pokreta. Postrojba je bila poznata po svojim zločinima izvršenim nad Hrvatima i Srbima, ali i fanatičnoj borbi. Pretpostavlja se da je u odredu El Mudžahid bilo oko 2000 arapskih vehabija, dio koji je, nakon rata, odlučio ostati i uzeti bosanskohercegovačko državljanstvo.
Također, tijekom rata u BiH su bili, ratovali su pripadnici Iranske revolucionarne garde kao vojni instruktori za Armiju BiH, kojoj su pomogli i pri ustroju. Pripadnici Iranske revolucionarne garde bili su šijitski islamistički radikali, a ostvarili su i značajan utjecaj na muslimanske elite u BiH unutar vojnih i sigurnosnih struktura.

### Nakon rata
Drugi val islamizacije došao je nakon 2000. Procjenjuje se da je drugi val unutar BiH zahvatio oko 10% bosanskohercegovačkog muslimanskog pučanstva. U to vrijeme u BiH se dogodio slučaj bez presedana - postala je točka neformalne suradnje Saudijske Arabije, sunita, i Irana, šijita. Stručnjaci smatraju da se trenutno odvija tzv. treći val islamizma ostvaren zbog utjecaja vanjske politike neoosmanizma koju vodi Turska.
Vehabije imaju svoje džemate u Tuzli, Gradačcu, Kalesiji, Lukavcu, Zenici, Sarajevu, Goraždama, Bihaću, Bužimu. U Gornjoj Maoči imaju i svoje naselje. Vehabije su izgradnju svojih naselja započele i u Gornjoj Dubnici, Ošvama i Mačevićima kod Maglaja, Gračanici kod Živinica, Bivolicama kod Goražda, Kamenjači kod Donjeg Vakufa te na širem području općine Hadžići kod Sarajeva. Prisutni su i na području Travnika, Bugojna, Zavidovića, Tešnja, Brčkog, Sarajeva, Mostara, Konjica, Jablanice, Sanskog Mosta, Teslića, Doboja i Doboja Istok. Smatra se da čine oko 5%-10% muslimanske populacije u BiH.
Vehabije u BiH organizirale su i slanje dobrovoljaca za Islamsku državu u Siriju i Irak. Pretpostavlja se da se u Siriji i Iraku za ISIL bori oko 350 bosanskohercegovačkih vehabija.

## Povezanost s al Kaidom
Nakon rata, 1996., al Kaida je ponovno uspostavila svoju vezu u BiH preko Saudijskog visikog povjerenstva (SVP) i njegove dobrotvorne organizacije. Tu dobrotvornu organizaciju osnovao je 1993. saudijski princ Salman bin Abdul-Aziz. Organizacija je bila usko povezana i financirana od saudijske vlade, pa ju je američki sudac proglasio imunom nakon napada 11. rujna 2001., zaključivši da je tijelo saudijske vlade.
U vrijeme rata, 1994., britanski djelatnik Paul Goodall bio je ubijen u BiH s nekoliko metaka u leđa. Zaposlenik SVP-a, Abdul Hadi al Gatani, bio je uhićen zbog ubojstva, nakon čega je priznao da je pištolj kojim je ubijen Goodall njegov. Međutim, bosanskohercegovače vlasti pustile su ga bez suđenja. Al Gatani je poslije poginuo u redovima al Kaide i talibana u Afganistanu.
Iduće godine, nakon okončanja rata, Federalno ministarstvo financija je izvršilo raciju u uredima SVP-a i otkrilo dokumente koji su ukazali da je SVP "očito fronta radikala i terorizmu bliskih aktivnosti". Iste godine, ubijen je zaposlenik US Aida William Jefferson. Jedan od osumnjičenih bio je Ahmed Zuhair Handala, povezan sa SVP-om. No i on je pušten, unatoč dokazu da je masakrirao civile tijekom rata.
Američka Nacionalna sigurnosna agencija (NSA) je 1996. otkrila preko uređaja za prisluškivanje da princ Salaman financira islamističke militante preko fonda dobrotvornih organizacija. Izvješće CIA-e od iste godine kaže da "CIA ima dokaze da čak i visoki dužnosnici dobrotvornih i nadzornih organizacija u Saudijskoj Arabiji, Kuvajtu i Pakistanu, kao što je Saudijsko visoko povjerenstvo, sudjeluju u protuzakonitim aktivnostima, uključujući podržavanje terorista."
Jacquard tvrdi da je većina dužnosnika SVP-a podržavala Osamu bin Ladena. SVP je, iako je sudjelovao u legitimnim dobrotvornim aktivnostima, iskoristio svoj dobrotvorni karakter za slanje protuzakonitih roba, droga i oružja u BiH. U svibnju 1997. u francuskom vojnom izvješću stoji: "Saudijsko visoko povjerenstvo pod pokrićem humanitarne pomoći, pomaže gajiti trajnu islamizaciju BiH djelujući na mladež zemlje. Uspješno okončanje ovog plana dalo bi islamskom fundamentalizmu savršenu pozicijsku platformu u Europi i pružilo pokriće pirpadnicima bin Ladenove organizacije.
U Mostaru je 1997. izvršen teroristički napad, a izvršitelj je bio Handala i njegova dva pomoćnika, takoer povezana sa SVP-om. Uspjeli su pobjeći, no Handala je uhićen nakon napada 11. rujna i priveden u zatvor u Guantanamu. Iste godine, zaposlenik SVP-a Saber Lahman, bio je uhićen pod sumnjom da je planirao raznijeti američko veleposlanstvo u Sarajevu. Osuđen je, no kasnije mu je oprošteno te je pušten nakon odsluženja dvije godine kazne u zatvoru. Ponovno je bio uhićen 2002. za sudjelovanje u al Kaidinom planu u BiH te je poslan u zatvor u Guantanamo.
Međutim, SAD nije poduzeo ništa sve do netom prije napada 11. rujna kada je izvršena racija na urede SVP-a u BiH. Pronađeni su inkriminirajući dokumenti, uključujući i upute kako krivotvoriti iskaznice Državnog tajništva SAD-a i rukopisne bilješke o sastancima s bin Ladenom. Pronađen je i dokaz o planiranom napadu poljoprivrednim zrakoplovom. Čak i nakon ovoga, bosanskohercegovačka vlada odbila je zatvoriti urede SVP-a.